# ラズグラト
ラズグラト（ブルガリア語: Ра̀зград、ラテン文字表記：Razgrad）とは、ブルガリア共和国の北東部にある都市で、ラズグラト州の州都である。日本語では、ラズグラド、ラズグラット、ラズグラード等とも表記される。

## 概要

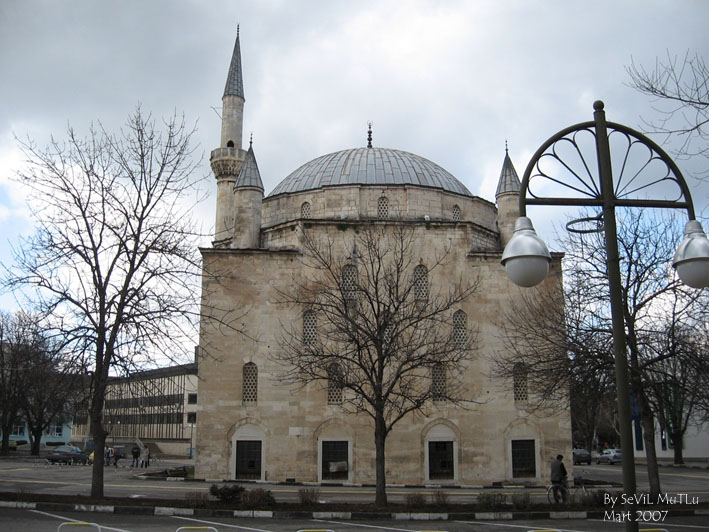
イブラヒム・パシャ・モスク

ラズグラトはベリ・ロム（Бели лом）の丘にあった古代ローマ時代の都市アブリットゥスの跡地に建設された。ブルガリアで最もトルコ人比率の高い町の一つであり、1998年の時点で住民の27%が自身をトルコ人と規定している。
上述した如く、ラズグラトは元々アブリットゥスと呼ばれており、251年にこの地でローマ帝国とゴート族の間で戦闘があり、ローマ皇帝であったデキウスとヘレンニウス・エトルスクスが戦死したことで知られる（アブリットゥスの戦い）。
ラズグラトには19世紀以降にランドマークとなる様々な建築物が造られた。博物館や時計塔、ミラのニコラオスから名付けられたミラクル・ワーカー教会などである。また、「イブラヒム・パシャ・モスク」（ブルガリア語:Ибрахим паша джамия、トルコ語:İbrahim Paşa Camisi）など、モスクも市内に多く存在している。
オスマン朝の支配時代はヘザルグラド（Hezargrad）と呼ばれた。

## 姉妹都市
- オリョール、 ロシア (1968年～)
- シャロン＝アン＝シャンパーニュ、 フランス (1975年～)
- アーマー、 北アイルランド (1995年～)
- ブルンスウィク（オハイオ州）、 アメリカ合衆国（1998年～)
- ウィッテンベルク、 ドイツ (2001年～)
- アヴジュラル（en:Avcılar、 トルコ（2000年～)
- 揚州市、 中国（2000年～)
- アッセン、 オランダ(2006年～)